# Schoot (Einheit)
Das Schoot, Jòn, Yut, Yata, war eine Längeneinheit in dem in die heutigen Staatsgebiete von Thailand, Kambodscha und Laos sowie Teilen von Malaysia, Myanmar und Vietnam aufgegangenen alten Königreich Siam und gilt als Meile.
- 1 Schoot = 400 Sèn = 16.000 Meter